# Lärjedalen

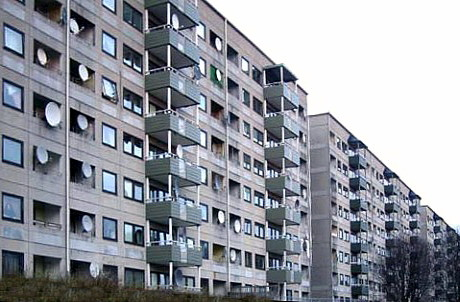
Um dos muitos prédios de Hammarkullen.

Lärjedalen foi uma das 21 freguesias administrativas da cidade sueca de Gotemburgo entre 1989 e 2010, tendo em 2011, juntamente com Gunnared, passado a constituir a nova circunscrição de Angered.

Lärjedalen tinha uma área de 80,6 km2 - sendo assim a maior maior freguesia da cidade, e uma população de 24 742 habitantes (2010), da qual uma grande parte era de origem estrangeira.
Compreendia os bairros de Hammarkullen, Hjällbo, Eriksbo, Agnesberg, Linnarhult, Gunnilse e Bergum.